# Rami Hamdallah
Rami Hamdallah (en arabe : رامي حمد الله), né le 10 août 1958 à Anabta dans le nord de la Cisjordanie, est un universitaire et homme d'État palestinien membre du Fatah. Il est Premier ministre le 3 juin 2013 au 14 avril 2019.

## Biographie

### Jeunesse
Rami Hamdallah est issu d'une famille aisée, possédant des terres en Cisjordanie. Il étudie au Royaume-Uni et obtient un doctorat en linguistique appliquée à l'université de Lancaster,.

### Carrière universitaire
En 1982, il entame une carrière universitaire comme professeur de linguistique et devient en août 1998 président de l'université An-Najah à Naplouse,.
Sous sa présidence, An-Najah devient le plus grand établissement d'enseignement supérieur de Cisjordanie. Le nombre d'étudiants est multiplié par trois. Un nouveau campus et un hôpital universitaire sont construits. L'université se dote notamment de facultés de médecine, d'optométrie et d'ingénierie,.

### Autres activités
Rami Hamdallah préside le conseil d'administration de la bourse de Palestine. Il est membre du Fatah, où il n'occupe aucune fonction politique, et du directoire de la fondation Yasser Arafat. Hamdallah est secrétaire général de la commission électorale palestinienne depuis 2002.

### Carrière politique

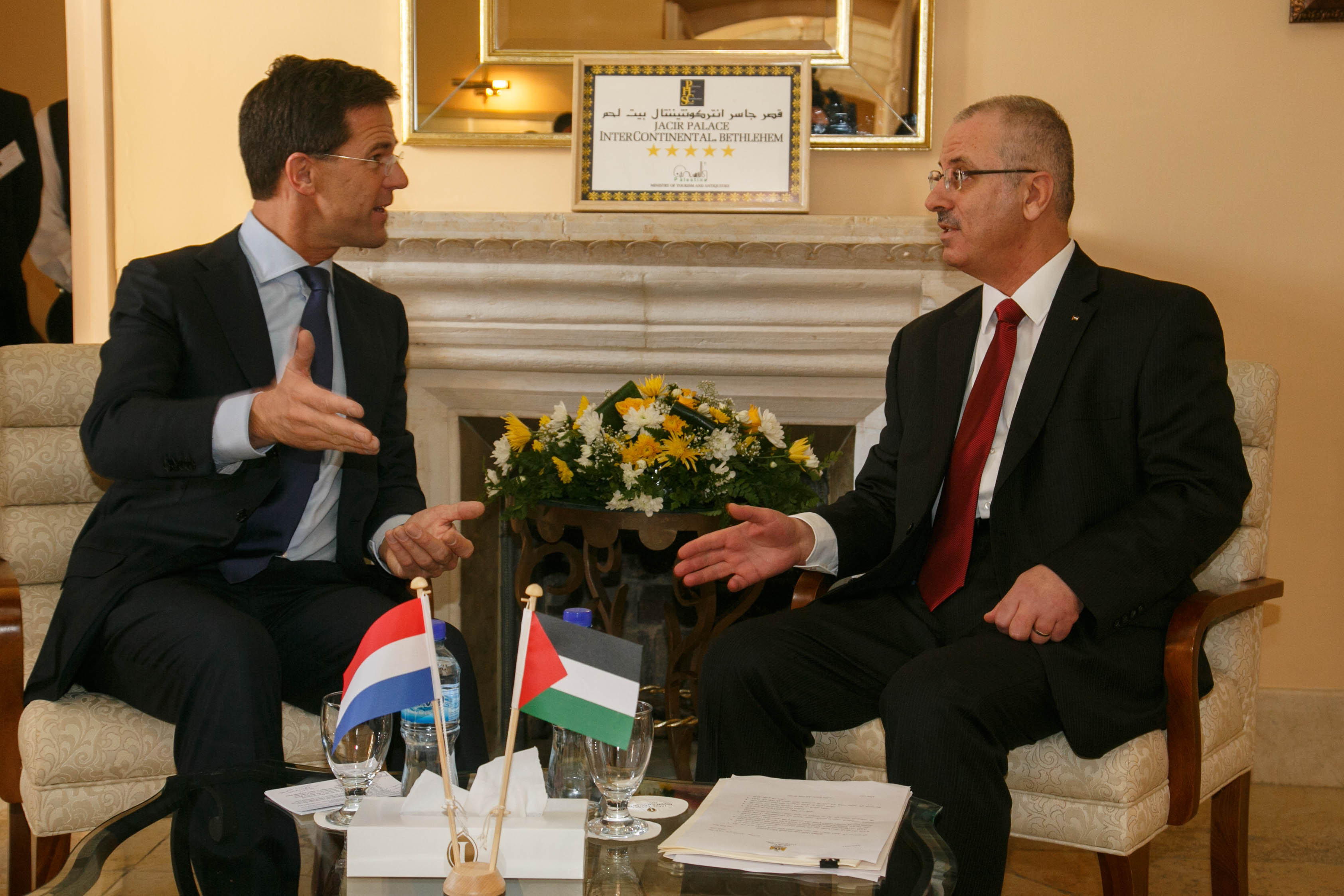
Hamdallah reçoit le Premier ministre des Pays-Bas Mark Rutte, en 2013.

Le 2 juin 2013, il succède à Salam Fayyad au poste de Premier ministre et est chargé par Mahmoud Abbas, le président de l'Autorité palestinienne, de former un gouvernement transitoire jusqu'aux prochaines élections présidentielles et législatives. Hamdallah est nommé sans l'accord du Hamas. Il prévoit de reconduire la plupart des ministres et pense occuper ses fonctions jusqu'en août, date à laquelle le Fatah, qui dirige l'Autorité palestinienne en Cisjordanie, et le Hamas, qui contrôle la bande de Gaza, doivent mettre en place un gouvernement d'union. Rami Hamdallah présente sa démission dès le 20 juin en raison de divergences de point de vue avec les deux vice-Premiers ministres désignés par le président de l'Autorité palestinienne. Elle est acceptée par Mahmoud Abbas, mais Hamdallah reste en poste afin de gérer les affaires courantes jusqu'à la désignation d'un nouveau premier ministre. En août, le président lui donne cinq semaines afin de former un nouveau gouvernement. Un cabinet de 24 ministres, dont la composition est identique au précédent, prête serment en septembre.
Après la réconciliation entre le Fatah et le Hamas, il présente sa démission au président Abbas le 25 avril 2014, ouvrant la voie à la formation le 2 juin 2014 d'un gouvernement d'union nationale, conduit par le Premier ministre sortant. Celui-ci est composé de 17 ministres, dont 5 originaires de Gaza, tous des « personnalités indépendantes » en principe sans affiliation politique.
Le premier ministre israélien Benyamin Nétanyahou réagit avec véhémence à l'annonce de la formation d'un gouvernement palestinien d'union nationale. Le cabinet de sécurité israélien a adopté une série de décisions qui placent Israël en confrontation directe avec le nouvel exécutif palestinien : aucune négociation n'aura lieu avec un gouvernement « soutenu par le Hamas » ; Israël agira pour empêcher la tenue des élections palestiniennes; le premier ministre est autorisé à prendre de nouvelles sanctions contre l'Autorité palestinienne; enfin, Israël tiendra Mahmoud  Abbas responsable de toute action violente émanant de Gaza. En revanche, Washington accepte de travailler avec le gouvernement palestinien à condition que celui-ci se conforme à une série d'engagements : reconnaissance d'Israël, renonciation à la violence et acceptation des accords déjà signés, notamment ceux d'Oslo. Mahmoud Abbas a donné des assurances en ce sens au gouvernement américain.
Le 13 mars 2018, il échappe à une explosion qui blesse très légèrement plusieurs personnes à Gaza. L'Autorité palestinienne a déclaré qu'elle tenait « le Hamas responsable de cette attaque lâche contre le convoi du Premier ministre à Gaza », suggérant qu'il n'avait pas mis en place un dispositif de sécurité suffisant.
Le 29 janvier 2019, il présente sa démission au président Abbas qui l'accepte le lendemain. Il quitte ses fonctions définitivement le 10 mars suivant.